# Фабриција
Фабриција је насеље у Италији у округу Вибо Валенција, региону Калабрија.
Према процени из 2011. у насељу је живело 2251 становника. Насеље се налази на надморској висини од 940 м.

## Становништво
Према резултатима пописа становништва 2011. у општини је живело 2.373 становника.
| 1951. | 1961. | 1971. | 1981. | 1991. | 2001. | 2011. |
| ----- | ----- | ----- | ----- | ----- | ----- | ----- |
| 4.741 | 5.154 | 4.404 | 3.344 | 3.026 | 2.698 | 2.373 |